# Groupe Hersant
« Hersant » redirige ici. Pour l’article homophone, voir R100.
Pour les articles homonymes, voir Hersant (homonymie).
 (janvier 2020).
Si vous disposez d'ouvrages ou d'articles de référence ou si vous connaissez des sites web de qualité traitant du thème abordé ici, merci de compléter l'article en donnant les références utiles à sa vérifiabilité et en les liant à la section « Notes et références ».
Le groupe Hersant est un groupe de presse fondé par Robert Hersant (1920-1996) dans les années 1960, et qui a été dissous en 2020.
Accessoirement, Hersant était surnommé le « Papivore » en raison de son appétit insatiable pour l’achat de journaux, de périodiques et de radios FM.
Après une période mouvementée, une partie du groupe subsiste sous le nom groupe Hersant Média (GHM), dénomination en octobre 2006. Le chiffre d'affaires des sociétés qui en sont issues est alors d'environ 2,8 milliards € [Quand ?].
La liquidation du groupe (GHM) est actée le 15 juin 2020.
Le groupe Hersant fut souvent décrié pour son attitude hégémonique, mais s'il n'hésite pas à concentrer ses moyens techniques, sa ligne éditoriale passe par le respect de la personnalité des titres qu'il contrôle et leur ancrage dans la réalité locale du terrain[réf. nécessaire].

## Débuts
Le groupe Hersant fait l'objet d'un premier article (Le groupe Hersant) dans une revue destinée au grand public, Presse-Actualité (groupe Bayard) au début des années 1960, à la suite de son rachat des journaux Brive-Informations et Le Gaillard qui fusionnent en une publication unique, Centre Presse[réf. nécessaire].
Le groupe n'est vu alors que comme une entreprise de province et l'article n'évoque pas de possible montée en puissance de celui-ci au niveau national[réf. nécessaire].

## Le groupe
Le groupe était constitué de deux entités. La Socpresse (Le Figaro, L'Express…), désormais contrôlée par Dassault Communication, et France-Antilles, devenu groupe Hersant Média.
- La Socpresse, contrôlée depuis 2006 à 100 % par le groupe Dassault. Il y était entré en achetant 30 % à la famille Hersant. Il était propriétaire :
  - du Figaro, Figaro Magazine, Madame Figaro, L'Indicateur Bertrand, Propriétés de France ;
  - des suppléments hebdomadaires TV Magazine (7 millions d’exemplaires) et Fémina ;
  - d'une quinzaine de quotidiens régionaux dont Le Midi libre, Le Bien Public, Les Dépêches ;
  - d'une douzaine d'hebdomadaires de proximité, dont le groupe Presse Alpes Jura (La Savoie, L'Essor savoyard, Le Messager de Thonon, Le Pays Gessien, La Tribune républicaine de Bellegarde, Le Courrier de Saint-Claude et L'Indépendant du Haut-Jura) du groupe Presse Flamande ... ;
  - de 40 % du groupe Rossel, éditeur des journaux belges Le Soir et La Meuse ;
  - de 67,6 % de La Voix du Nord ;
  - de l'imprimerie Roissy Print, et de la régie publicitaire Publiprint.

- Le groupe France-Antilles (famille Hersant), dirigé aujourd'hui[Quand ?] par Philippe Hersant et renommé en 2006 Groupe Hersant Média, est propriétaire :
  - d'une myriade de quotidiens locaux des îles françaises (acheté depuis) ;
  - de 27 % de L'Est républicain

## Controverse
En 1985, une opération de division en deux entités juridiques distinctes du groupe Hersant (la Socpresse et France-Antilles), est menée afin de contourner la loi Fillioud-Mauroy sur la concentration de la presse. En réalité, il s’agissait d’une fausse division pour mieux régner dans le monde de la communication écrite, alors que ce groupe contrôlait déjà 38 % de la presse nationale française et un cinquième de la presse régionale[réf. nécessaire].
Le groupe Hersant est mentionné par Wolinski dans Charlie Hebdo en réponse cinglante à des clichés selon lesquels la presse serait contrôlée en France par une obédience religieuse. Le rachat des journaux du groupe par Serge Dassault fera perdre de sa force à l'argument[réf. nécessaire].

## Citation
« Bien sûr, depuis le début, je ne fais pas un journal, je fais des journaux, et je continuerai à faire des journaux. C’est la même chose pour moi que n’importe quel chef d’entreprise : la finalité d’une entreprise au plan industriel, c’est son développement, et la stagnation c’est le commencement de la fin. » — Robert Hersant

## Hersant dans le monde de la radio
Dans les années 1990, le groupe Hersant était présent dans le monde radiophonique. Il était notamment propriétaire d'une radio généraliste bretonne de Lorient qui se nommait « Bleu marine ». Radio à succès, il la céda à l'époque au groupe NRJ quelques années plus tard.
Le groupe Hersant fut également propriétaire de la radio « Champagne FM » près de Reims, puis la céda au Groupe Rossel La Voix.